# Parc de Bel-Val
Le parc de Bel-Val (Ardennes) est un parc forestier appartenant à la Fondation François-Sommer pour la chasse et la nature.

## Origines et histoire du parc
En 1970, la Fondation fait l'acquisition de 110 hectares d’étangs et de prairies à Bel-Val. Puis en 1971, elle fait aussi l'acquisition de 950 hectares de forêts. Le parc est créé en 1972 par François Sommer et son épouse Jacqueline et sert à la réintroduction du cerf, qui avait disparu de la région depuis de nombreuses années. En janvier 1972, la Fondation crée une association loi de 1901 pour la gestion du parc.

« François Sommer, Compagnon de la Libération, a cherché à développer l’esprit social chez les hommes et s’est consacré à la mise en valeur de la nature vivante et sauvage. »

Le parc est ouvert au public le 27 mai 1973, par le biais d’un parcours émaillé de miradors d’observation. Victime de son succès, le parc et les animaux sauvages souffrent de la présence trop importante des visiteurs, ce qui rend nuisible le fragile équilibre écologique du lieu. Le parc de Belval va être contraint de fermer alors ses portes au public en 2001. 
Le public, depuis, est accueilli au sein du Faunoscope, programme de recherche en éco-éthologie. Les scientifiques responsables du programme présentent leurs recherches au cours de séances pédagogiques précédant les sorties sur le terrain à la découverte des animaux dans leur milieu naturel.

## L'école de Belval
L’école de Belval  est un centre de formation destiné aux modes et techniques de la chasse, à la gestion de territoires cynégétiques et sylvicoles, ainsi qu'un lieu d’accueil et de sensibilisation à la richesse de la faune et de la flore.
Créée en 1995 et implantée au sein du domaine de Belval, l'école de Belval dispense des formations théoriques et pratiques, destinées aux chasseurs et aux futurs gestionnaires de territoires. Elle organise aussi des accueils spécifiques destinés aux enfants des écoles et hors temps scolaire.